# Caligo telamonius
Caligo telamonius är en fjärilsart som beskrevs av Felder 1862. Caligo telamonius ingår i släktet Caligo och familjen praktfjärilar. Inga underarter finns listade i Catalogue of Life.

## Bildgalleri

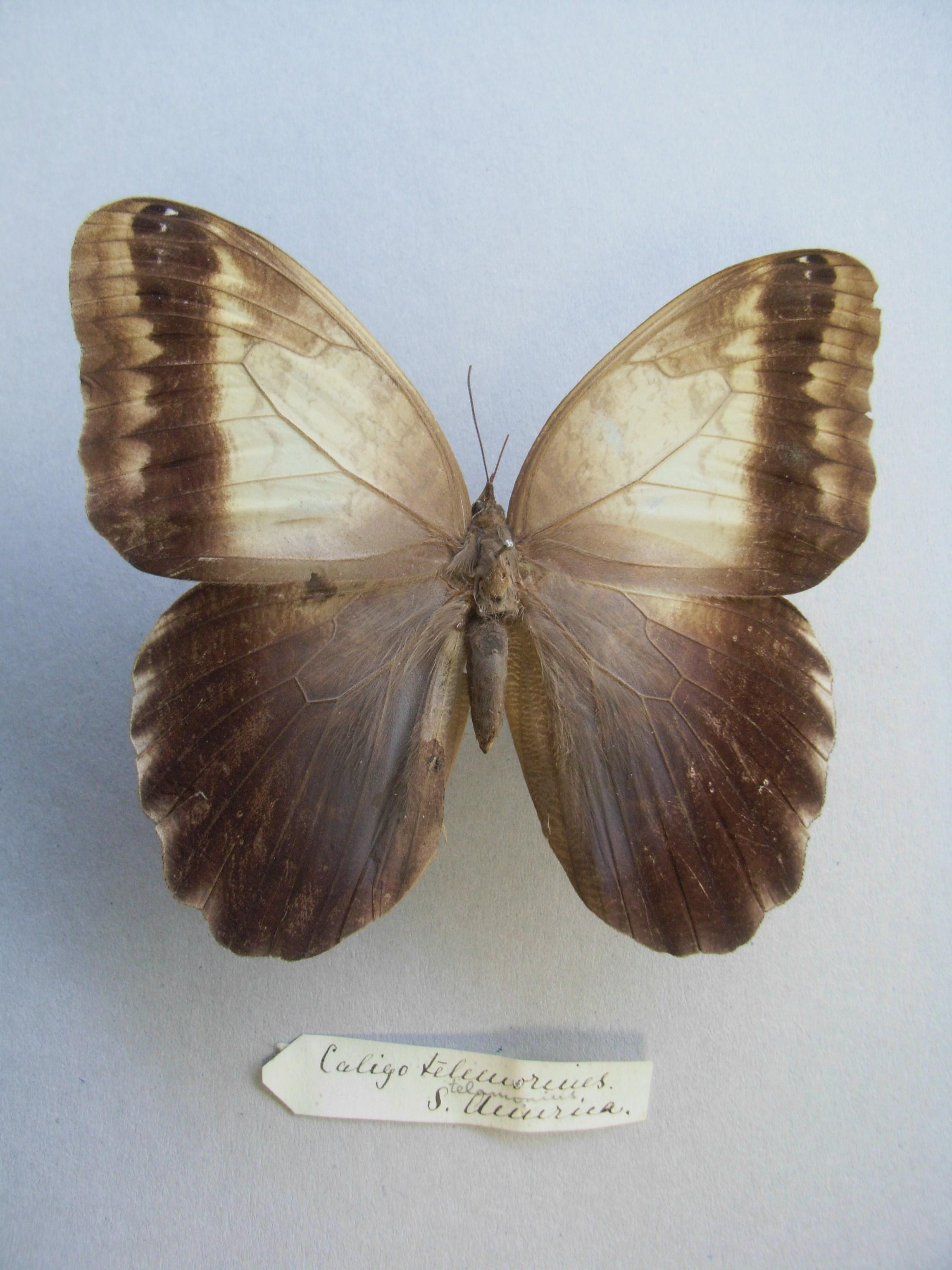
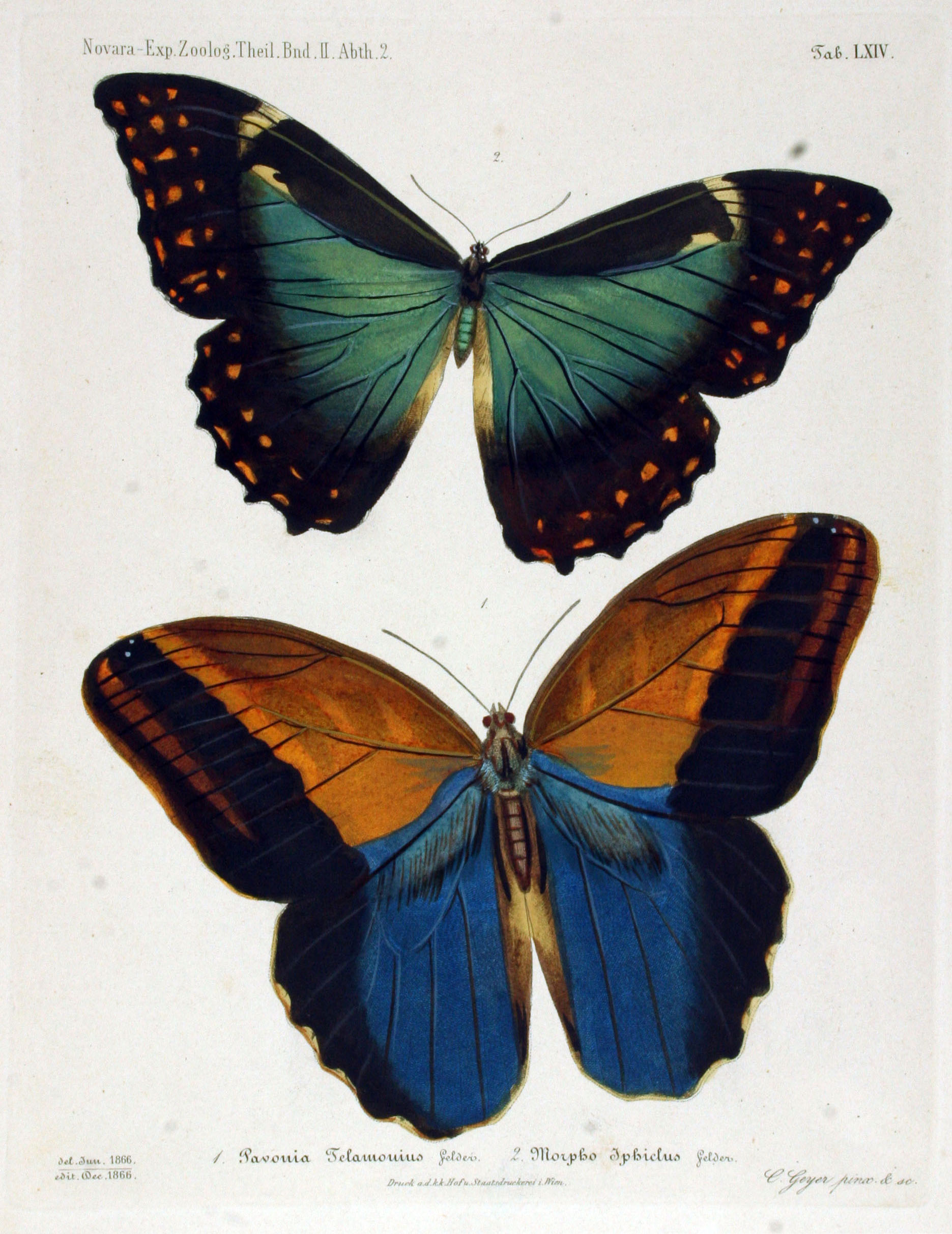